# 加藤重三郎
加藤 重三郎（かとう じゅうさぶろう、文久2年5月29日〈1862年6月26日〉 - 1933年〈昭和8年〉6月19日）は、明治後期から大正にかけての日本の弁護士・政治家である。
司法官を経て名古屋市で弁護士を開業したのち名古屋市会議員に選ばれ、市会議長や第6代名古屋市長（1906年-1911年）を歴任。その後衆議院議員にも当選した（当選1回）。

## 経歴

### 司法官時代
現在の名古屋市出身。文久2年5月29日（新暦：1862年6月26日）、高木鉄蔵の次男として生まれる。1880年（明治13年）に加藤成章の養子となり、1883年（明治16年）8月に加藤家を相続した。高木家・加藤家ともに尾張藩士の家である。明治維新後は一時巡査として働くが、上京して明治大学の前身である明治法律学校に学んだ。
1885年（明治18年）8月、司法省の判事登用試験に合格し、同年12月に司法省御用掛として浦和始審裁判所に配置された。翌1886年（明治19年）12月、始審裁判所判事に任ぜられる。次いで1890年（明治23年）10月、新潟地方裁判所検事兼新潟区裁判所検事へと異動。さらに新潟地方裁判所判事（1891年10月）、長岡区裁判所判事（1893年4月）、高田区裁判所判事（1894年3月）を経て、1896年（明治29年）5月、台湾総督府法院判官に任ぜられた。
台湾総督府法院では初め覆審法院判官を務め、1897年（明治30年）3月からは覆審院長へと昇格。同年10月には高等法院判官に補されるが、11月、高等法院長高野孟矩らとともに辞職し官界を去った。その後は郷里の名古屋市に帰って弁護士として開業した（1898年1月弁護士登録）。

### 名古屋市長就任

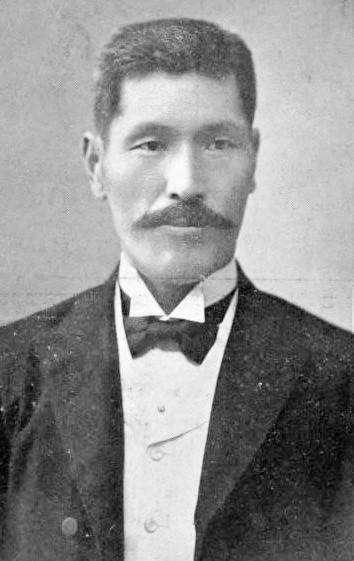
名古屋市長時代の加藤重三郎

加藤は弁護士業の傍ら名古屋市政にも関係した。まず1898年10・11月に実施された第4回名古屋市会議員選挙で当選し、市会議員となった。当選後、1900年（明治33年）2月から1903年（明治36年）5月にかけて市参事会の構成員たる名誉職参事会員を兼務。1903年4月には市会議長（第7代）に推された。1904年（明治37年）10・11月実施の第6回市会議員選挙で再当選し、翌1905年（明治38年）1月にかけて引き続き市会議長を務めた。なお1905年4月に名古屋弁護士会会長にも選ばれている。
1906年（明治39年）5月に病気のため青山朗が名古屋市長を辞任すると、市会は後任市長の推薦手続きを進めて3人の市会議員を候補者として推挙。第一候補者であった加藤が6月27日付で内務省裁可を得て名古屋市長（第6代）に就任した。市長就任のため市会議員は前日付で辞任し、また6月中に弁護士登録も取り消している。
5年の市長在職中、熱田町の合併、区の設置、新堀川の開削、上下水道の整備、第10回関西府県連合共進会（会場は鶴舞公園）・名古屋開府三百年記念祭の開催などを手掛けた。在職中は愛知県知事深野一三、名古屋商業会議所会頭奥田正香と緊密に連携し、その関係は「三角同盟」と称された。市が名古屋電気鉄道との間に同社経営の市内電車を市営化できる条項（後年名古屋市電発足に繋がる）を盛り込んだ報償契約を交わしたのも市長時代、1908年（明治41年）のことである。また1910年（明治43年）、名古屋市の電力会社名古屋電灯と奥田が社長を務める新興の電力会社名古屋電力（木曽川・八百津発電所建設中）の合併問題が起こると、加藤は知事の深野とともに合併の仲介にあたった。
1911年（明治44年）4月、加藤は任期満了を待たず市長の辞任を市会に申し出る。市会からは留任を望む声が上がったが、同年7月3日付で市長を退任した。

### 疑獄事件の発覚
名古屋電力を合併して資本金1600万円の大会社となった名古屋電灯では、開業間もない1891年以来設置されていなかった社長職を再設置する（前任者三浦恵民）こととなり、市長を退く加藤を会社に招聘すると決めた。加藤は1911年6月28日に開かれた株主総会で取締役に選出され、市長退任直後の7月5日付で取締役に就任。同日社長に推された。
ところが1913年（大正2年）になると、大須にあった遊廓「旭廓」（1923年移転し中村遊廓となる）の移転をめぐる疑獄事件（稲永疑獄）が発覚。名古屋土地取締役兼松煕や地主の渡辺甚吉・衆議院議員安東敏之らと共謀して不動産会社の名古屋土地株式会社から金銭を騙し取ったとして加藤も起訴された。加藤は12月に保釈が認められると3日に名古屋電灯常務福澤桃介を自邸に招き、世間を騒がせた責任をとって辞表を提出し、同日付をもって取締役社長から退いた。裁判は12月26日に判決言い渡しがあり1年2か月の懲役刑と決まるが、控訴審では翌1914年（大正3年）6月に無罪判決が下った。
無罪判決が下ったものの、加藤は以後名古屋電灯には関係しなかった。同社では社務を執れなくなった加藤に代わって1913年9月から常務の福澤桃介が社長代理となり、1914年12月正式に後任社長となっている。

### 政界復帰
1914年9月、加藤は再び弁護士登録を行う。翌1915年（大正4年）3月、第12回衆議院議員総選挙に立憲政友会の候補者として名古屋市選挙区より出馬するが小山松寿・磯貝浩に敗れ落選。1917年（大正6年）4月の第13回総選挙にも立候補したが同じく小山・磯貝に及ばず落選した。同年10月の第10回名古屋市会議員選挙では当選し、1906年の辞任以来となる市会議員復帰を果たした。
1920年（大正9年）5月10日に行われた第14回衆議院議員総選挙では立憲政友会公認で愛知県第1区より出馬し当選、初めて衆議院議員となった。衆議院では1921年（大正10年）12月に懲罰委員長、1923年（大正12年）12月に決算委員長に選出されている。他方、名古屋市会では名古屋電灯に近い政友会系議員のグループ「電政派」の一員であったが、自派の大喜多寅之助を市長に就ける、名古屋電灯の請求をそのまま市会で通すといった行動が1921年10月の市会選挙を前に批判を浴びる。その影響で選挙結果は政友会系の大敗となり、加藤も落選した。
1924年（大正13年）1月、立憲政友会が分裂して政友本党が結党されると同党に移る。同年5月10日実施の第15回総選挙では愛知県第1区から政友本党公認で出馬するが落選した。翌1925年（大正14年）10月、第12回名古屋市会議員で再選され市会議員に復帰する。以後、1929年（昭和4年）10月の任期満期まで在職した。市会議員当選は計4回、在職期間は累計15年8か月である。この間、1925年11月から1927年（昭和2年）11月まで市の参事会員を兼ねた。
実業界では、1919年3月に福澤桃介らが新たな電力会社矢作水力を設立した際監査役の一人となったが、同年10月に辞任。また同じく福澤系の会社として同年9月に東海道電気鉄道が設立されると取締役に名を連ねたが、同社は開業に至ることなく1922年7月愛知電気鉄道へと吸収された。鉄道会社では他に1919年12月、石川県の石川鉄道にて取締役に選ばれる。同社で加藤は取締役社長を務めたが、同社は1923年5月金沢電気軌道へと統合された。
晩年は経済的苦境にあり、大岩勇夫（当時の名古屋市長）ら友人の同情によりようやく名古屋医科大学附属病院へと入院できるという状況にあった。1933年（昭和8年）6月19日午後8時同病院で死去、70歳没。

## 栄典
- 1887年（明治20年）3月25日 - 従七位に叙される[51]
- 1892年（明治25年）4月18日 - 正七位に叙される[52]
- 1895年（明治28年）11月26日 - 従六位に叙される[53]
- 1933年（昭和8年）6月19日 - 正六位に叙される[54]